# 粟永萍
粟永萍（1954年—），重庆市人，汉族，中华人民共和国政治人物、第十一届全国人民代表大会解放军代表。
毕业于第三军医大学防原医学专业，是中共党员。担任第三军医大学防原医学教研室、复合伤研究所研究员。2008年起担任全国人大代表。